# Indice de synthèse
 (janvier 2023).
Si vous disposez d'ouvrages ou d'articles de référence ou si vous connaissez des sites web de qualité traitant du thème abordé ici, merci de compléter l'article en donnant les références utiles à sa vérifiabilité et en les liant à la section « Notes et références ».
L’indice de synthèse est utilisé en linguistique comme critère de classification typologique des langues en fonction du nombre de morphèmes par mot. On l'utilise généralement en combinaison avec l’indice de fusion.
On distingue classiquement les langues isolantes, les langues agglutinantes et les langues fusionnelles (ou flexionnelles), selon l'organisation morphologique des mots :
- dans les langues isolantes, les mots sont toujours composés d'un morphème unique,
- dans les langues agglutinantes et fusionnelles, les mots sont généralement construits par concaténation de plusieurs morphèmes, le mot résultant pouvant subir une déformation dans le cas des langues fusionnelles.

Cet indice permet de situer chaque langue en fonction du degré de regroupement de ses morphèmes, entre l'indice le plus faible pour les langues isolantes et l'indice le plus fort pour les langues polysynthétiques, dans lesquelles une phrase peut être constituée d'un mot unique.

## Exemple
Le vietnamien, langue isolante, possède l'indice de synthèse minimum. Ainsi, là où l'on n'emploie qu'un seul mot en français, plusieurs mots peuvent être nécessaires en vietnamien, notamment pour indiquer les temps.
Par exemple, "je mangerai du poisson" se traduit par :
```
tôi    sẽ         ăn        cá

moi    [futur]    manger    poisson
```

alors que "je mange du poisson" (en ce moment) se traduit par :
```
tôi    ăn        cá

moi    manger    poisson
```

ou par
```
tôi    dang            ăn        cá

moi    [en train de]   manger    poisson
```